# Mistrzostwa Świata w Lekkoatletyce 2023 – sztafeta 4 × 400 m kobiet
Sztafeta 4 × 400 metrów kobiet – jedna z konkurencji biegowych rozgrywanych lekkoatletycznych mistrzostw świata na Nemzeti Atlétikai Központ w Budapeszcie.
Tytułu mistrzowskiego z 2022 nie obroniła reprezentacja Stanów Zjednoczonych.

## Terminarz
Źródło: worldathletics.org.
| Data        | Godzina |            |
| ----------- | ------- | ---------- |
| 26 sierpnia | 19:55   | Eliminacje |
| 27 sierpnia | 21:50   | Finał      |

## Rekordy
Tabela prezentuje rekord świata, rekord mistrzostw świata, rekordy kontynentów oraz najlepszy wynik na listach światowych w sezonie 2023 przed rozpoczęciem mistrzostw.
|                            | Państwo                                                                                               | Wynik   | Miejsce   | Data                     |
| -------------------------- | --- | ------- | --------- | ------------------------ |
| Rekord świata              | ZSRR · (Tatjana Ledowska, Olga Nazarowa, Marija Pinigina, Olha Bryzhina)                              | 3:15,17 | Seul      | 1 października 1988(dts) |
| Rekord mistrzostw świata   | Stany Zjednoczone · (Gwen Torrence, Maicel Malone-Wallace, Natasha Kaiser-Brown, Jearl Miles-Clark)   | 3:16,71 | Stuttgart | 22 sierpnia 1993(dts)    |
| Rekord Afryki              | Nigeria · (Olabisi Afolabi, Fatima Yusuf, Charity Opara, Falilat Ogunkoya)                            | 3:21,04 | Atlanta   | 3 sierpnia 1996(dts)     |
| Rekord Ameryki Południowej | BM&F Bovespa (Geisa Coutinho, Bárbara de Oliveira, Joelma Sousa, Jailma de Lima)                      | 3:26,68 | São Paulo | 3 sierpnia 2011(dts)     |
| Rekord Ameryki Północnej   | Stany Zjednoczone · (Denean Howard-Hill, Diane Dixon, Valerie Brisco-Hooks, Florence Griffith-Joyner) | 3:15,51 | Seul      | 1 października 1988(dts) |
| Rekord Australii i Oceanii | Australia · (Nova Peris-Kneebone, Tamsyn Lewis, Melinda Gainsford-Taylor, Cathy Freeman)              | 3:23,81 | Sydney    | 30 września 2000(dts)    |
| Rekord Azji                | Chiny · (An Xiaohong, Bai Xiaoyun, Cao Chunying, Ma Yugin)                                            | 3:24,28 | Pekin     | 13 września 1993(dts)    |
| Rekord Europy              | ZSRR · (Tatjana Ledowska, Olga Nazarowa, Marija Pinigina, Olha Bryzhina)                              | 3:15,17 | Seul      | 1 października 1988(dts) |
| Listy światowe             | Teksas ( Lanae-Tava Thomas, Kennedy Simon, Julien Alfred, Rhasidat Adeleke)                           | 3:23,27 | Austin    | 1 kwietnia 2023(dts)     |

## Wyniki

### Eliminacje
Awans: 3 najlepsze sztafety z każdego biegu (Q) oraz 2 z najlepszymi czasami wśród przegranych (q).
Źródło: worldathletics.org.
| Pozycja | Bieg | Tor | Państwo           | Zawodniczki                                                                                        | Czas    | Uwagi  |
| ------- | ---- | --- | ----------------- | -------------------------------------------------------------------------------------------------- | ------- | ------ |
| 1.      | 1    | 8   | Jamajka           | Charokee Young, Nickisha Pryce, Shiann Salmon, Stacey-Ann Williams                                 | 3:22,74 | Q,     |
| 2.      | 1    | 6   | Kanada            | Zoe Sherar, Aiyanna Stiverne, Kyra Constantine, Grace Konrad                                       | 3:23,29 | Q,     |
| 3.      | 2    | 3   | Wielka Brytania   | Laviai Nielsen, Amber Anning, Nicole Yeargin, Yemi Mary John                                       | 3:23,33 | Q,     |
| 4.      | 2    | 5   | Belgia            | Naomi van den Broeck, Imke Vervaet, Hanne Claes, Helena Ponette                                    | 3:23,63 | Q,     |
| 5.      | 1    | 3   | Holandia          | Eveline Saalberg, Cathelijn Peeters, Lisanne de Witte, Femke Bol                                   | 3:23,75 | Q,     |
| 6.      | 2    | 4   | Włochy            | Alice Mangione, Ayomide Folorunso, Alessandra Bonora, Giancarla Trevisan                           | 3:23,86 | Q,     |
| 7.      | 1    | 2   | Polska            | Alicja Wrona-Kutrzepa, Marika Popowicz-Drapała, Patrycja Wyciszkiewicz-Zawadzka, Natalia Kaczmarek | 3:24,05 | q,     |
| 8.      | 2    | 6   | Irlandia          | Sophie Becker, Róisín Harrison, Kelly McGrory, Sharlene Mawdsley                                   | 3:26,18 | q,     |
| 9.      | 1    | 5   | Francja           | Amandine Brossier, Louise Maraval, Sounkamba Sylla, Camille Seri                                   | 3:27,50 | qR,    |
| 10.     | 1    | 4   | Niemcy            | Luna Thiel, Alica Schmidt, Mona Mayer, Carolina Krafzik                                            | 3:27,74 | SB     |
| 11.     | 2    | 2   | Węgry             | Evelin Nádházy, Bianka Kéri, Fanni Rapai, Janka Molnár                                             | 3:27,79 | NR     |
| 12.     | 2    | 9   | Szwajcaria        | Gulia Senn, Julia Niederberger, Rachel Pellaud, Catia Gubelmann                                    | 3:29,07 | SB     |
| 13.     | 2    | 1   | Kuba              | Zurian Hechavarría, Lisneidy Veitía, Rose Mary Almanza, Roxana Gómez                               | 3:29,70 |        |
| 14.     | 2    | 8   | Botswana          | Lydia Jele, Oratile Nowe, Galefele Moroko, Obakeng Kamberuka                                       | 3:31,85 |        |
| 15.     | 1    | 9   | Hiszpania         | Eva Santidrián, Herminia Parra, Laura Bueno, Barbara Camblor                                       | 3:31,91 |        |
| 16 !    | 2    | 7   | Stany Zjednoczone | Lynna Irby-Jackson, Rosey Effiong, Quanera Hayes, Alexis Holmes                                    | DQ      | TR24.7 |
| 16 !    | 1    | 7   | Nigeria           | Ella Onojuvwevwo, Patience George, Deborah Oke, Imaobong Nse Uko                                   | DQ      | TR24.6 |

### Finał
Źródło: worldathletics.org.
| Pozycja | Tor | Państwo         | Zawodniczki                                                                                        | Czas    | Uwagi   |
| ------- | --- | --------------- | -------------------------------------------------------------------------------------------------- | ------- | ------- |
| 01 !    | 9   | Holandia        | Eveline Saalberg, Lieke Klaver, Cathelijn Peeters, Femke Bol                                       | 3:20,72 | WL · NR |
| 02 !    | 8   | Jamajka         | Candice McLeod, Janieve Russell, Nickisha Pryce, Stacey-Ann Williams                               | 3:20,88 | SB      |
| 03 !    | 7   | Wielka Brytania | Laviai Nielsen, Amber Anning, Ama Pipi, Nicole Yeargin                                             | 3:21,04 | SB      |
| 4.      | 5   | Kanada          | Zoe Sherar, Aiyanna Stiverne, Kyra Constantine, Grace Konrad                                       | 3:22,42 | SB      |
| 5.      | 6   | Belgia          | Helena Ponette, Imke Vervaet, Hanne Claes, Camille Laus                                            | 3:22,84 | SB      |
| 6.      | 2   | Polska          | Alicja Wrona-Kutrzepa, Marika Popowicz-Drapała, Patrycja Wyciszkiewicz-Zawadzka, Natalia Kaczmarek | 3:24,93 |         |
| 7.      | 4   | Włochy          | Alice Mangione, Anna Polinari, Alessandra Bonora, Giancarla Trevisan                               | 3:24,98 |         |
| 8.      | 3   | Irlandia        | Sophie Becker, Róisín Harrison, Kelly McGrory, Sharlene Mawdsley                                   | 3:27,08 |         |
| 9.      | 1   | Francja         | Amandine Brossier, Louise Maraval, Marjorie Veyssiere, Camille Seri                                | 3:28,35 |         |